# Sevillana (passe)
Dans le monde de la tauromachie, la Sevillana  encore appelée Pase sevillana, est une passe de muleta effectuée de la main droite (derechazo), inventée par le matador sévillan « Chicuelo ». Chicuelo est également l'inventeur de la  passe de cape qui porte son nom : la chicuelina qu'il a introduite dans  l'arène au début du XXe siècle, bien que cette invention soit attribuée de manière incertaine à un torero comique : Rafael Dutrús Zamora « Llapisera » selon Robert Bérard.

## Description
Le matador  tient la muleta dans la main droite à hauteur naturelle et reçoit le taureau sur son flanc droit. Il fait ensuite décrire à l'animal une courbe légère vers la gauche, imprimant à la muleta un imperceptible mouvement tournant. L'homme pivote en même temps dans le même sens, sur ses talons, d'un quart de tour. Paco Ojeda réussissait parfaitement cette passe qui est une sorte d'amorce pour le Redondo, dont Ojeda était également spécialiste. 
C'est une passe qui exige du matador du temple, c'est-à-dire de la lenteur et de la grâce.
Beaucoup moins connue que la chicuelina, moins spectaculaire aussi, elle reste néanmoins très employée par les matadors. Mais on a oublié son nom et son inventeur à mesure que la carrière de Chicuelo déclinait. Elle appartient à la catégorie des passes qu'Auguste Lafront désigne sous terme générique de « Grâce andalouse ».